# Fălcoiu
Fălcoiu – wieś w Rumunii, w okręgu Aluta, w gminie Fălcoiu. W 2011 roku liczyła 261 mieszkańców.